# 凸孔坡参
凸孔坡参（学名：Habenaria acuifera）为兰科玉凤花属下的一个种。

## 扩展阅读
- 維基物種上的相關：凸孔坡参